# Rạch Ông Nhiêu
Rạch Ông Nhiêu là một con rạch đổ ra sông Đồng Nai tại thành phố Thủ Đức, Thành phố Hồ Chí Minh.
Rạch Ông Nhiêu dài 5,5 km, có điểm đầu tại ngã ba nơi giao với rạch Trau Trảu  và điểm cuối là ngã ba nơi giao với sông Đồng Nai. Rạch là ranh giới tự nhiên giữa hai phường Phú Hữu và Long Trường.